# アイランド型哨戒艦
アイランド型哨戒艦（英語: Island-class patrol vessel）は、イギリス海軍が運用していた哨戒艦の艦級。

## 来歴
1973年に開幕した第三次国連海洋法会議で、距岸200海里の排他的経済水域（EEZ）に関するコンセンサスが形成され、新海洋秩序時代への道が開かれた。またイギリスでは1960年代より北海油田の開発が進められており、その警備の必要性も増大し続けていた。これに応じて整備されたのが本型であり、ネームシップを含む5隻が1975年2月11日に発注され、1977年10月21日には更に2隻が追加された。

## 設計
設計面では、スコットランド漁業保護庁の漁業取締船「ウェストラ」および「ジュラ」をベースとしており、トローラーに近いものとなっている。凌波性および航続距離が最優先とされ、兵装の重要性は低いものとされていた。これにより、ビューフォート風力階級8の疾強風状況でも12～15ノットの速力を維持できる。ただし北大西洋で活動するには動揺性能に難があったことから、就役後にビルジキールを大型化するとともに、最終2隻はフィンスタビライザーを装備して竣工しており、他の5隻も後日装備としている。
航行の合理化のため、デッカCANES-2統合航法システム（Computer-Aided Navigation System）を搭載している。警備救難のため、エイボン・シーレイダー複合艇2隻を搭載していた。また北海油田警備という任務の性格上、石油流出に対応するため、油処理剤28.6トンを搭載できる。

## 同型艦一覧
| イギリス海軍 | イギリス海軍                       | イギリス海軍 | イギリス海軍 | イギリス海軍 | 退役/再就役後                  | 退役/再就役後 | 退役/再就役後                                     |
| #            | 艦名                               | 進水         | 就役         | 退役         | 再就役先                       | #             | 艦名                                              |
| ------------ | ---------------------------------- | ------------ | ------------ | ------------ | ------------------------------ | ------------- | ------------------------------------------------- |
| P 295        | ジャージー HMS Jersey              | 1976年 3月   | 1976年 10月  | 1994年 1月   | バングラデシュ海軍             | A 511         | シャヒード・ルフル・アミン BNS Shaheed Ruhul Amin |
| P 297        | ガーンジー HMS Guernsey            | 1977年 2月   | 1977年 10月  | 2004年       | バングラデシュ海軍             | P 713         | サング BNS Sangu                                  |
| P 298        | シェットランド HMS Shetland        | 1976年 11月  | 1977年 7月   | 2002年       | バングラデシュ海軍             | P 912         | カパタカヤ BNS Kapatakhaya                        |
| P 299        | オークニー HMS Orkney              | 1976年 6月   | 1977年 2月   | 2000年 10月  | トリニダード・トバゴ沿岸警備隊 | CG20          | ネルソン TTS Nelson                               |
| P 300        | リンディスファーン HMS Lindisfarne | 1977年 6月   | 1978年 1月   | 2004年       | バングラデシュ海軍             | P 714         | ツラグ BNS Turag                                  |
| P 277        | アングルシー HMS Anglesey          | 1978年 10月  | 1979年 6月   | 2003年       | バングラデシュ海軍             | P 914         | ゴマティ BNS Gomati                               |
| P 278        | オルダニー HMS Alderney            | 1979年 2月   | 1979年 10月  | 2002年       | バングラデシュ海軍             | P 913         | カラトゥア BNS Karatoa                            |